# Dejan Babić
Dejan Babić (* 18. Februar 1995 in Kikinda) ist ein serbischer Handballspieler.

## Karriere
Babić spielte ab 2013 für Roter Stern Belgrad. Außerdem lief der Kreisspieler in diversen Jugendnationalteams von Serbien auf. 2018/19 nahm er für RK Železničar 1949 an der Qualifikation der EHF European League teil. 2019/20 und 2020/21 spielte der Rechtshänder für Metaloplastika Šabac, mit dem er an der SEHA-Liga teilnahm. Für die Saison 2021/22 wurde Babić vom HC Linz AG verpflichtet. In seiner ersten Saison in der Handball Liga Austria schloss er die Hauptrunde als zehntbester Torschütze der Liga  ab. 2022/23 erreichte Babić mit Linz das Ligafinale, in welchem man an der SG Handball Westwien scheiterte und damit Vizemeister wurde. Außerdem wurde er in der Hauptrunde wieder zehntbester Torschütze. Seit 2023/24 läuft der Serbe für den Alpla HC Hard auf. In seiner ersten Saison in Hard kam Babić erneut ins Ligafinale, unterlag dort jedoch seinem ehemaligen Verein HC Linz AG und feierte damit seine zweite Vizemeisterschaft.

## Saisonstatistik

### HLA Meisterliga
| Saison    | Verein        | Spielklasse     | Spiele | Tore | 7-Meter    | Feldtore |
| --------- | ------------- | --------------- | ------ | ---- | ---------- | -------- |
| 2021/22   | HC Linz AG    | HLA Meisterliga | 027    | 130  | 0/0        | 130      |
| 2022/23   | HC Linz AG    | HLA Meisterliga | 028    | 130  | 3/4        | 127      |
| 2023/24   | Alpla HC Hard | HLA Meisterliga | 025    | 090  | 0/0        | 090      |
| 2024/25   | Alpla HC Hard | HLA Meisterliga | 027    | 113  | 0/0        | 113      |
| 2021–2025 | gesamt        | HLA Meisterliga | 107    | 463  | 3/4 (75 %) | 460      |